# 25915 Charlesmcguire
25915 Charlesmcguire este o planetă minoră (asteroid), cu un diametru de 11,504 km, din centura de asteroizi. A fost descoperită pe 2 februarie 2001 la Stația Anderson Mesa de Lowell Observatory Near-Earth-Object Search. 
Obiectul prezintă o orbită caracterizată de o semiaxă mare de 2,6466384 UAi, o excentricitate de 0,179957, o înclinație de 11,23212 ° în raport cu ecliptica.